# 노르베르트 바이서

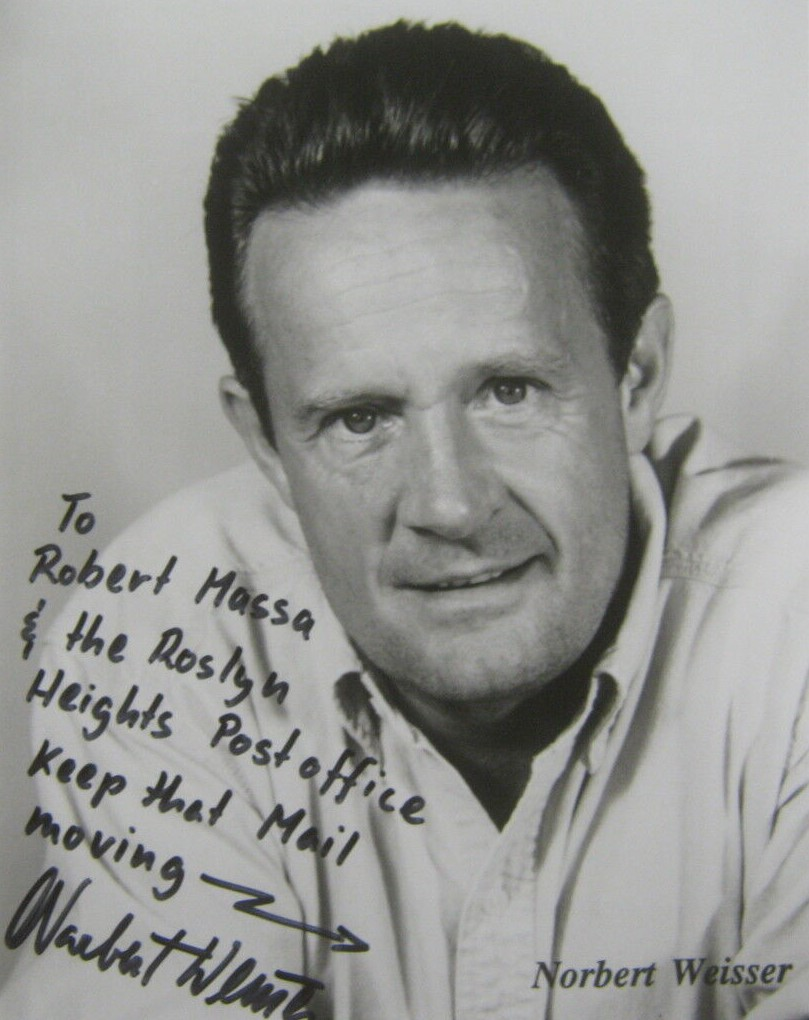

노르베르트 바이서(독일어: Norbert Weisser, 1946년 7월 9일 ~ ) 또는 노버트 바이서는 독일 출신으로 미국에서 활동한 배우이다.
노이이젠부르크에서 태어났다.

## 출연 작품
- 천사와 악마 (2009년)
- 어라운드 더 벤드 (2004년)
- 배드 비즈니스 (2003년)
- 그들만의 비상구 (2001년)
- 씨커 (2001년)
- 크레이지 식스 (1997년)
- 블래스트 (1997년)
- 라이더스 오브 더 퍼플 세이지 (1996년)
- 아드레날린(영어판) (1996년)
- 오메가 둠 (1996년)
- 네미시스 3 (1996년) - 에디슨 역
- 힛씨커 (1995년)
- 네미시스 4 - 천사의 절규 (1995년)
- 로드 투 웰빌 (1994년) - 닥터 스피츠보겔 역
- 아케이드 (1993년)
- 호커스 포커스 (1993년)
- 쉰들러 리스트 (1993년) - 알버트 역
- 디시트 (1992년)
- FBI 기동 타격대 5 (1992, In the Line of Duty: Siege at Marion)
- 채플린 (1992년)
- Seeds of Tragedy (1991)
- 더 래디컬스 (1990년)
- 캡틴 아메리카 (1990년)
- 마약 추적 (1989년)
- 달콤한 거짓말 (1988년)
- 다운 트위스티드 (1987년)
- 불사신 워커 (1987년)
- 쓰리 아미고 (1986년)
- 레이디오액티브 드림스 (1985년)
- 환상 특급 (1983년)
- 애꾸눈 해피 (1982년)
- 안드로이드 (1982년)
- 괴물 (1982년)
- 미드나잇 익스프레스 (1978년) - 에릭 역
- 용감한 형제 (1977년)